# Zwrot (czasopismo)
Zwrot – miesięcznik polskiej mniejszości na Zaolziu, ukazujący się w nakładzie 1550 egz. (2007). Czasopismo jest wydawane przez Polski Związek Kulturalno-Oświatowy, przy finansowym wsparciu Ministerstwa Kultury Republiki Czeskiej. Siedzibą redakcji i wydawnictwa jest Czeski Cieszyn. Obecnym redaktorem naczelnym jest Halina Szczotka.
Pierwszy numer czasopism Zwrot wydany został 24 grudnia 1949. Pierwszym redaktorem naczelnym został Paweł Kubisz. Zwrot jest od początku pismem literackim. Publikuje prace historyczne, eseje, poezję, prozę, reportaże faktu. Dawniej nakład Zwrotu był znacznie większy. Od 1949 do 1967 był wydawany w formacie A4, od 1967 do 2006 miał format A5, a od 2007 ma znów format A4 i drukowany jest w kolorze.

## Redaktorzy naczelni[3]
- 1949–1958 – Paweł Kubisz
- 1958–1964 – Tadeusz Siwek
- 1964–1969 – Jan Rusnok
- 1972–1976 – Eugeniusz Suchanek
- 1976–1979 – Bronisław Bielan
- 1979–1981 – Kazimierz Kaszper
- 1983–1990 – Piotr Przeczek
- 1990–1992 – Jan Rusnok
- 1993–1995 – Dorota Havlík
- 1995–2006 – Elżbieta Stróżczyk
- 2007–2012 – Kazimierz Kaszper
- 2012–2017 – Halina Sikora-Szczotka
- 2018–2019 – Izabela Kraus-Żur
- 2019  –           Halina Sikora-Szczotka